# Spinicrus tasmanicum
Spinicrus tasmanicum is een hooiwagen uit de familie Monoscutidae.